# Municipio de Richmond (condado de Franklin)
El municipio de Richmond (en inglés: Richmond Township) es un municipio ubicado en el condado de Franklin en el estado estadounidense de Kansas. En el año 2010 tenía una población de 842 habitantes y una densidad poblacional de 9,27 personas por km².

## Geografía
El municipio de Richmond se encuentra ubicado en las coordenadas 38°24′46″N 95°15′17″O / 38.41278, -95.25472. Según la Oficina del Censo de los Estados Unidos, el municipio tiene una superficie total de 90.83 km², de la cual 90,09 km² corresponden a tierra firme y (0,81 %) 0,74 km² es agua.

## Demografía
Según el censo de 2010, había 842 personas residiendo en el municipio de Richmond. La densidad de población era de 9,27 hab./km². De los 842 habitantes, el municipio de Richmond estaba compuesto por el 94,89 % blancos, el 0,24 % eran afroamericanos, el 0,71 % eran amerindios, el 1,66 % eran asiáticos, el 1,07 % eran de otras razas y el 1,43 % eran de una mezcla de razas. Del total de la población el 3,33 % eran hispanos o latinos de cualquier raza.